# Solbergagymnasiet
Solbergagymnasiet är en gymnasieskola i Arvika, bildad 1968 genom en ombildning av Arvika högre allmänna läroverk.

## Verksamhet
Solbergagymnasiet är en av två kommunala gymnasieenheter i Arvika, varav den andra är Taserudsgymnasiet. Solbergagymnasiet har fyra program: Ekonomiprogrammet, Samhällsvetenskapsprogrammet, Naturvetenskapsprogrammet, Teknikprogrammet.
På skolan arbetar 78 lärare och det finns 36 klasser och 50 klassrum. Skolan ligger i centrala Arvika, nära Trefaldighetskyrkan, och simhallen. På gymnasiet går cirka 500 elever.[källa behövs]

## Solbergagymnasiet i fiktionen
I Jonas Gardells romantrilogi Torka aldrig tårar utan handskar tar huvudpersonen Rasmus studenten från Solbergagymnasiet. Några scener i tv-serien som bygger på böckerna utspelar sig på skolan.